# Phil Wilson

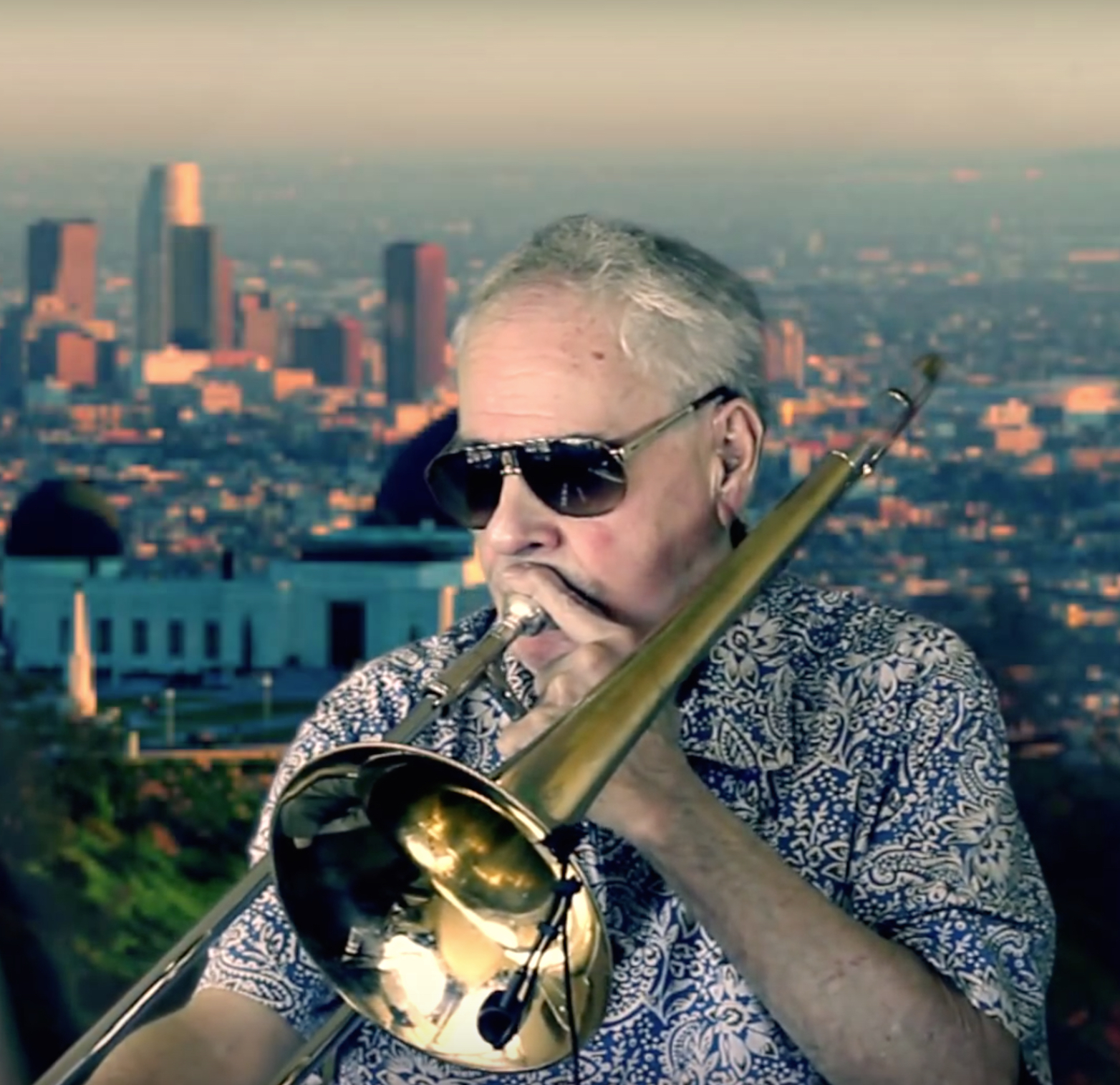
Phil Wilson

Phillips Elder Wilson, Jr. (Belmont, 19 januari 1937) is een Amerikaanse jazz-trombonist, arrangeur en bigband-leider.
Wilson begon op de piano, maar zijn lerares ontdekte dat hij licht dyslectisch was en adviseerde hem op een ander (single-lined) instrument over te stappen. Het werd de trombone. Toen hij vijftien was, speelde hij al als professioneel muzikant in bandjes in de buurt. Hij studeerde aan New England Conservatory of Music en de Navy School of Music. Hij speelde in de band van Herb Pomeroy (1955-1957) en verliet het New England Conservatory om met de band van de gebroeders Tommy en Jimmy Dorsey te kunnen toeren. Van 1962 tot 1965 was hij lid van de groep van Woody Herman. 
In 1966 ging hij les geven aan Berklee College of Music, waar hij nog steeds actief is, nu (2015) als professor van de Brass-afdeling. Hij begon hier in 1966 ook een band, de Thursday Night Dues Band, sinds 1985 de Rainbow Band geheten. In dit orkest speelden onder meer Cyrus Chestnut, John Scofield, Ernie Watts en Roy Hargrove. Wilson gaf tevens clinics aan verschillende andere universiteiten.
In de jaren zestig schreef Wilson veel arrangementen voor bandleider/drummer Buddy Rich. Hij speelde met onder andere Louis Armstrong, Clark Terry, Herbie Hancock, NDR Big Band en het Nederlandse Metropole Orkest.

## Discografie
- Prodigal Son, Freeform Records, 1968
- The Sound of the Wasp, ASi, 1975
- That's All, Famous Door Records, 1976
- Live and Cookin', Outrageous Records, 1977
- New York Axis: Phil Wilson and Vic Dickenson, Famous Door, 1980
- Fruits, Circle Records, 1980
- Phil Wilson-Makoto Ozone Live!!, Shiah Records, 1982
- Live at the Berklee Performance Center, Capri Records, 1983
- Live at Joe Segal's Jazz Showcase, Shiah, 1983
- Latin American Tour, Shiah, 1985
- The Wizard of Oz Suite, Capri, 1989 ('Albumpick' Allmusic.com)
- Ac-Cent-Tchu-Ate the Positive (Harold Arlen-songs, met Paul Schmelling), 1995
- Pal Joey Suite, Capri, 2000
- the Music of Antonio Carlos Jobim, Capri, 2006